# Beau Riffenburgh
Beau Riffenburgh (né en 1955) est un auteur et historien spécialisé dans l'exploration polaire. Il fut également entraîneur de football américain et auteur de livres sur l'histoire de ce sport.

## Biographie
Originaire de Californie, il travaille pour la National Football League comme journaliste. Il obtient son diplôme au Scott Polar Research Institute (Université de Cambridge). Durant cette période où il habite l'Angleterre, il sera entraîneur dans la British Collegiate American Football League.
Depuis 1994, il écrit dans Polar Record, le plus ancien journal au monde consacré à la recherche sur les pôles.